# Scoparia pura
Scoparia pura là một loài bướm đêm trong họ Crambidae.